# حوزه انتخابیه ششم جورجیا
حوزه انتخابیه ششم جورجیا یک حوزه انتخابیه مجلس نمایندگان آمریکا است که در ایالت جورجیا قرار دارد.